# Ольга Ханкін
Ольга Ханкін (івр. אוֹלְגָּה חַנְקִין), до шлюбу Белькінд (9 січня 1852, Логойськ, Мінська губернія, Російська імперія — 2 квітня 1942, Тель-Авів, Підмандатна Палестина, Велика Британія) — феміністка, акушерка та сіоністська активістка, яка разом зі своїм чоловіком Єгошуа організувала більшість великих закупівель землі Всесвітньою сіоністською організацією в Османській Палестині та підмандатній Палестині. Відіграла важливу роль у цій роботі, хоча саме її на 13 років молодший чоловік став відомим як визначний «викупитель земель».

## Біографія

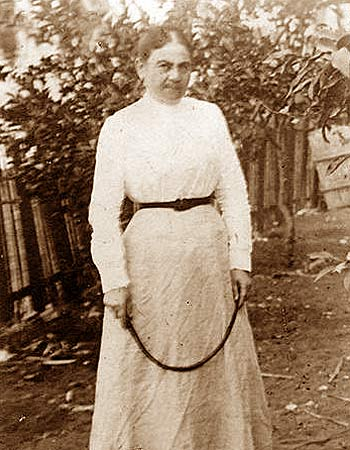
Ольга Ханкін тримає батіг, за допомогою якого вона стримувала потенційних нападників під час акушерських обходів

Ольга Белькінд народилася в невеликому містечку Логойськ поблизу Мінська (тепер — Білорусь), старша дитина Меїра та Шіфри Белькінд. Вона вивчала Тору та іврит у хедері свого батька, могла цитувати Біблію напам'ять. Переїхала до Санкт-Петербурга, щоб навчатися акушерству, але оскільки у містах поза Смугою осілості євреям можна було жити тільки якщо вони були у «критичних професіях», вона також працювала телеграфісткою на вокзалі. Там познайомилася з інженером, росіянином за походженням, з допомогою якого отримала спецпрописку в місті. Він також допоміг, щоб її прийняли на навчання акушерки, і вона стала першою студенткою-єврейкою на цьому факультеті. Цей інженер на кілька років став її коханцем. Вона виїхала під час Першої Алії в 1886 році на прохання батька, щоб допомогти вагітній сестрі Фанії. Белькінд думала, що це буде короткий візит, вона повернеться продовжити навчання в університеті, але залишилася там назавжди, залишивши роботу й коханого, у її родині кажуть, що вона пояснила це рішення тим, що «Земля Ізраїлю дорожча» (івр. ארץ ישראל יקרה יותר).
Сім'я та друзі жили в місті Рішон-ле-Ціон, там вона взяла участь у боротьбі фермерів проти чиновників барона Едмона де Ротшильда, які, на думку селян, хотіли їх перетворити із власників землі на наймитів. Барон та його дружина, Аделаїда Ротшильд, тоді вперше приїхали із візитом на землю Ізраїльську. Барон відмовився виконати прохання фермерів звільнити головного чиновника колонії, тоді Ольга Белькінд, у складі делегації з трьох жінок, зустрілася з баронесою з проханням допомогти усунути чиновника з посади, що було зроблено вже наступного дня. Під час цих подій вона познайомилася з Єгошуа Ханкіним, сім'я якого була серед засновників Рішон-ле-Ціону.
Пізніше фермери вирішили прийняти умови барона заради збільшення інвестування у Палестину, але Ханкін та інші молодші члени поселення відмовлялися від цієї угоди. Тоді фермери попросили Белькінд втрутитися і переконати їх, вона погодилася, і у результаті цього молодші члени спільноти продали свої землі у поселенні й виїхали з нього, включаючи саму Белькінд та Ханкіна, до сільськогосподарського поселення Ґедера, де вони одружилися 1888 року. Згодом подружжя переїхало до Яффи, де вона стала відома завдяки своїми здібностями акушерки; «вона, швидше за все, була першою професійною акушеркою в країні». Ханкін була старшою за чоловіка на 12 років і стала його партнеркою в їхніх починаннях. Хоча вона прийняла багато пологів, її шлюб із Єгошуа був бездітним.
«Ольга приймала пологи. (…) Вона стала добре відомою серед арабів Яффи — ефенді, шейхів і вождів бедуїнських племен, які жили на піщаних ділянках на південь від міста. Наприкінці 1880-х ще ніхто не вірив у майстерність Єгошуа як агента з нерухомості, але вони довіряли Ользі. Тогочасні фотографії показують, як вона тримає батіг, щоб захиститися, коли їде верхи на білому віслюкові серед бедуїнських наметів і вулицями Яффи. Одного разу, коли вона приймала пологи [у дружини] багатого араба-християнина з Яффо, який володів землею на південь від міста, де вона дізналася про десять тисяч дунамів, які продавалися у Ваді-Дейран. Вона розповіла про це Єгошуа, і 1890 року він уклав свою першу земельну угоду»
У наступні роки, оскільки сіоністські організації неохоче платили за землю, подружжя Ханкінів часто купувало землі, а потім переконувало Єврейське агентство чи інших профінансувати «завершену угоду». Таким чином подружжя стало відповідальним за більшість великих закупівель землі сіоністською організацією в Османській і підмандатній Палестині. «У 1890 році Єгошуа працював над придбанням 2500 акрів землі Дуран, де зараз розташоване місто Реховот. Загалом понад 148 262 акрів, придбаних Єгошуа, було використано для заснування єврейського поселення на землі Ізраїльській… Ольга була рушійною силою Єгошуа в його відданості викупленню землі». Більше того, вона утримувала його, працюючи акушеркою, оскільки його операції з нерухомістю не приносили прибуток.
Діяльність Єгошуа Ханкіна зі скуповування великої кількості землі видалася турецькій владі підозрілою, тож у серпні 1914 року, з початком Першої світової війни, його депортували до Анатолії у Туреччині. Хоча розпорядження про депортацію не стосувалося Ханкін, але вона вирішила поїхати у вигнання з чоловіком, звідки вони повернулися після закінчення війни й оселилися у Тель-Авіві.
Ольга Ханкін померла дома, в Тель-Авіві. Похована в Галілеї у гробниці з рожевого вапняку, яку збудував для них Єгошуа у Ма'аян-Харод на горі Гільбоа. Чоловік помер через два роки і був похований поруч.

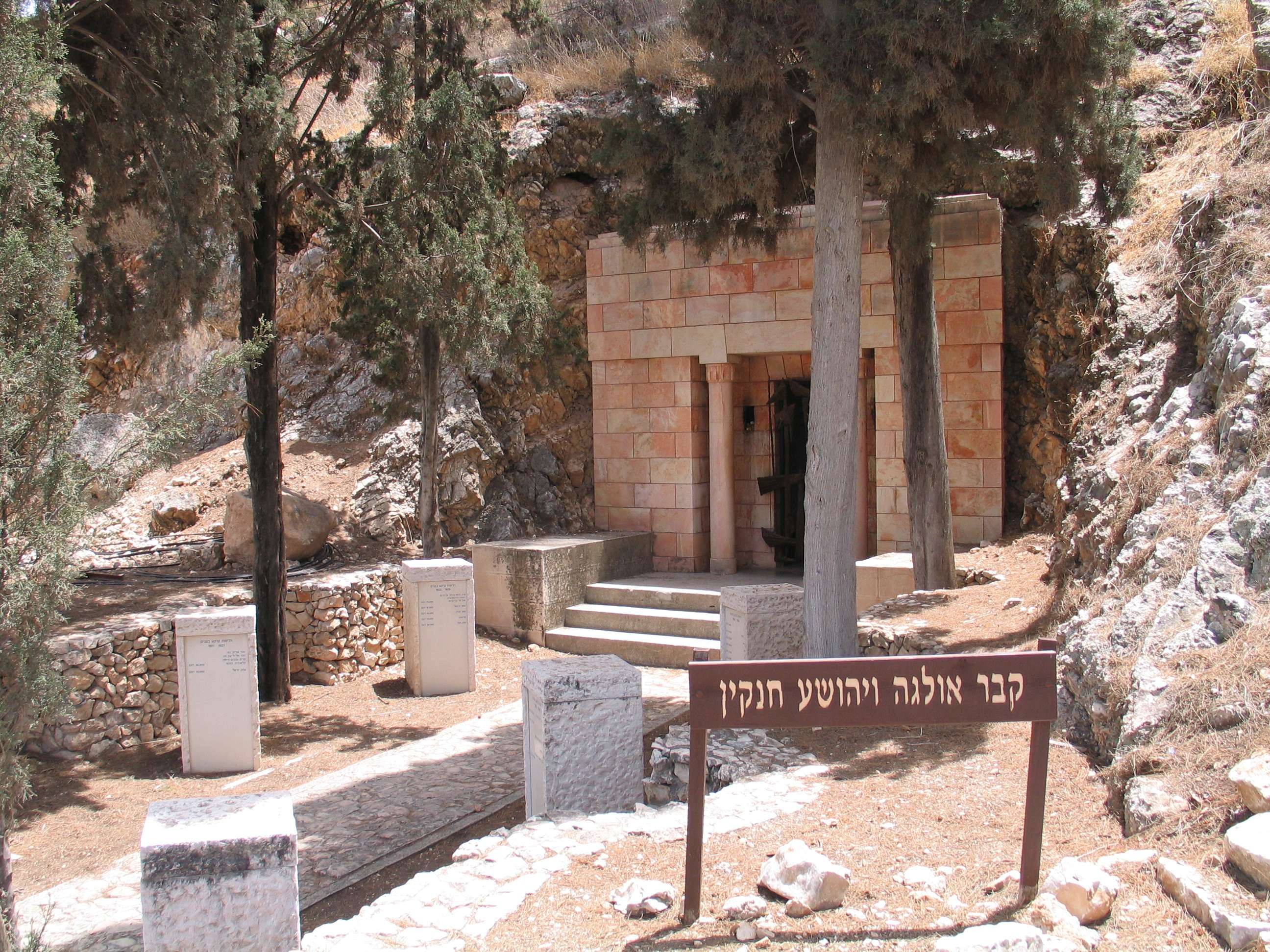
Могила Ольги Ханкін та її чоловіка (Ма'аян-Харод, 2008)
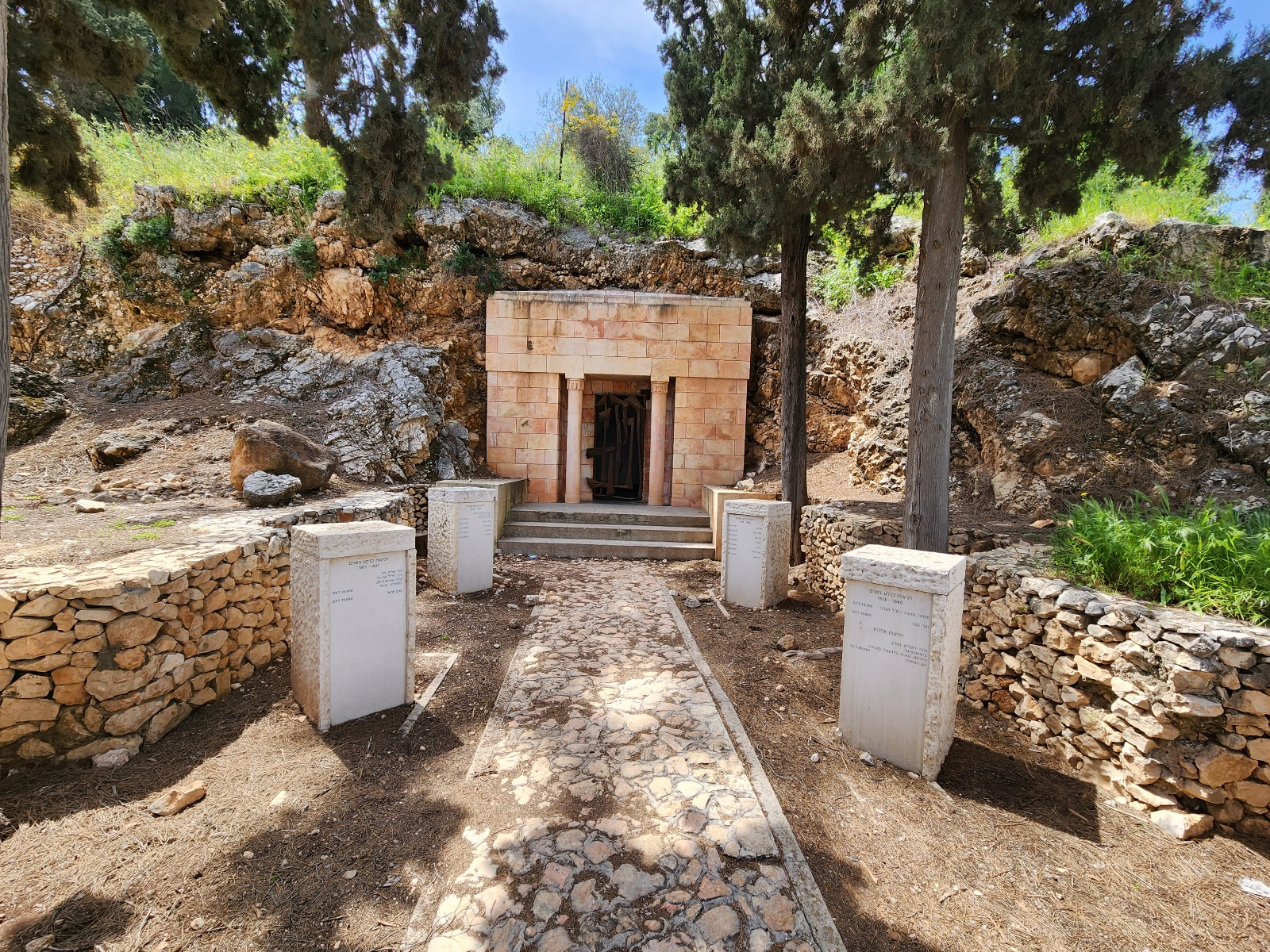
Вид на могилу (2024)
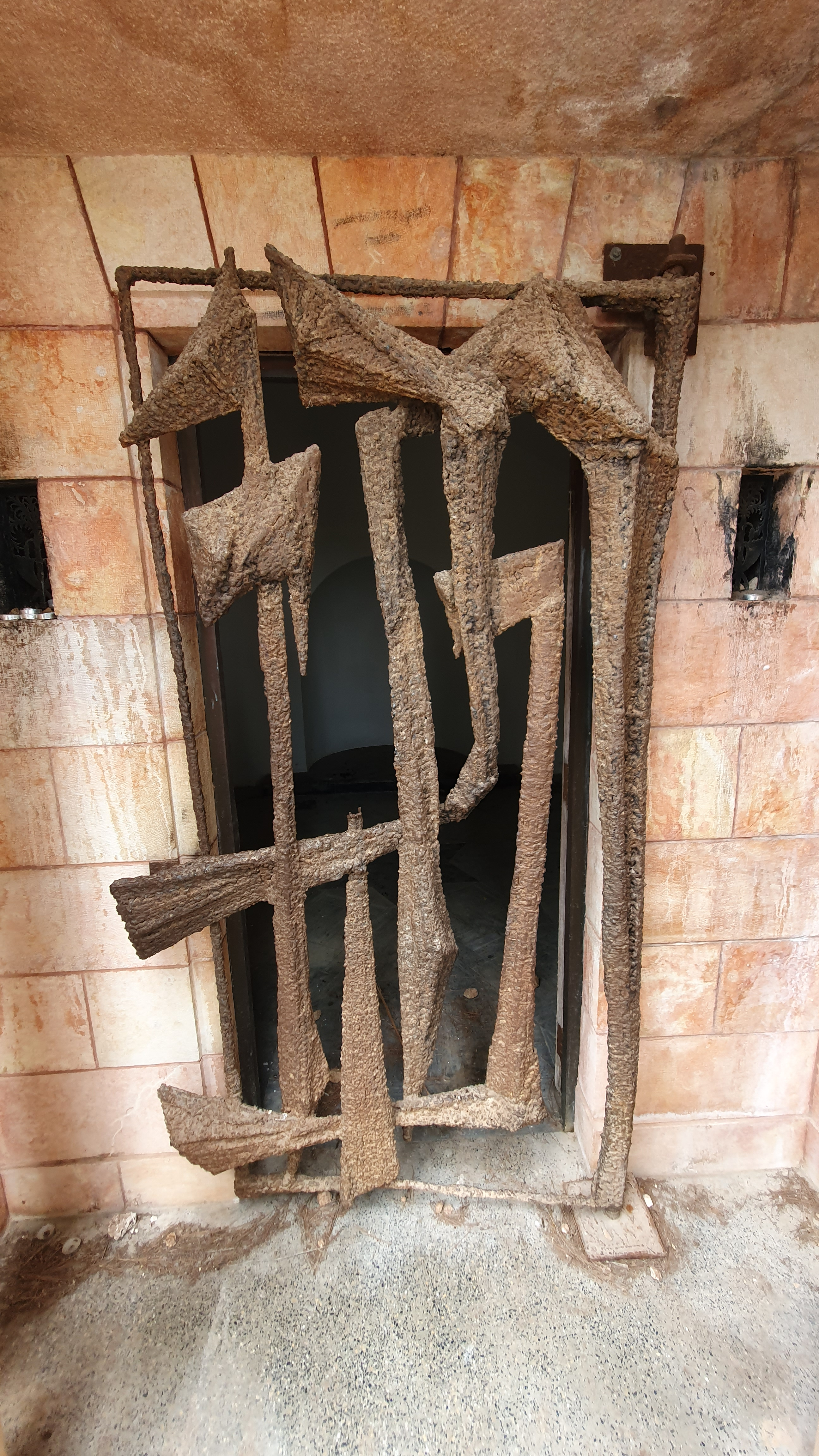
Вхід (2025)
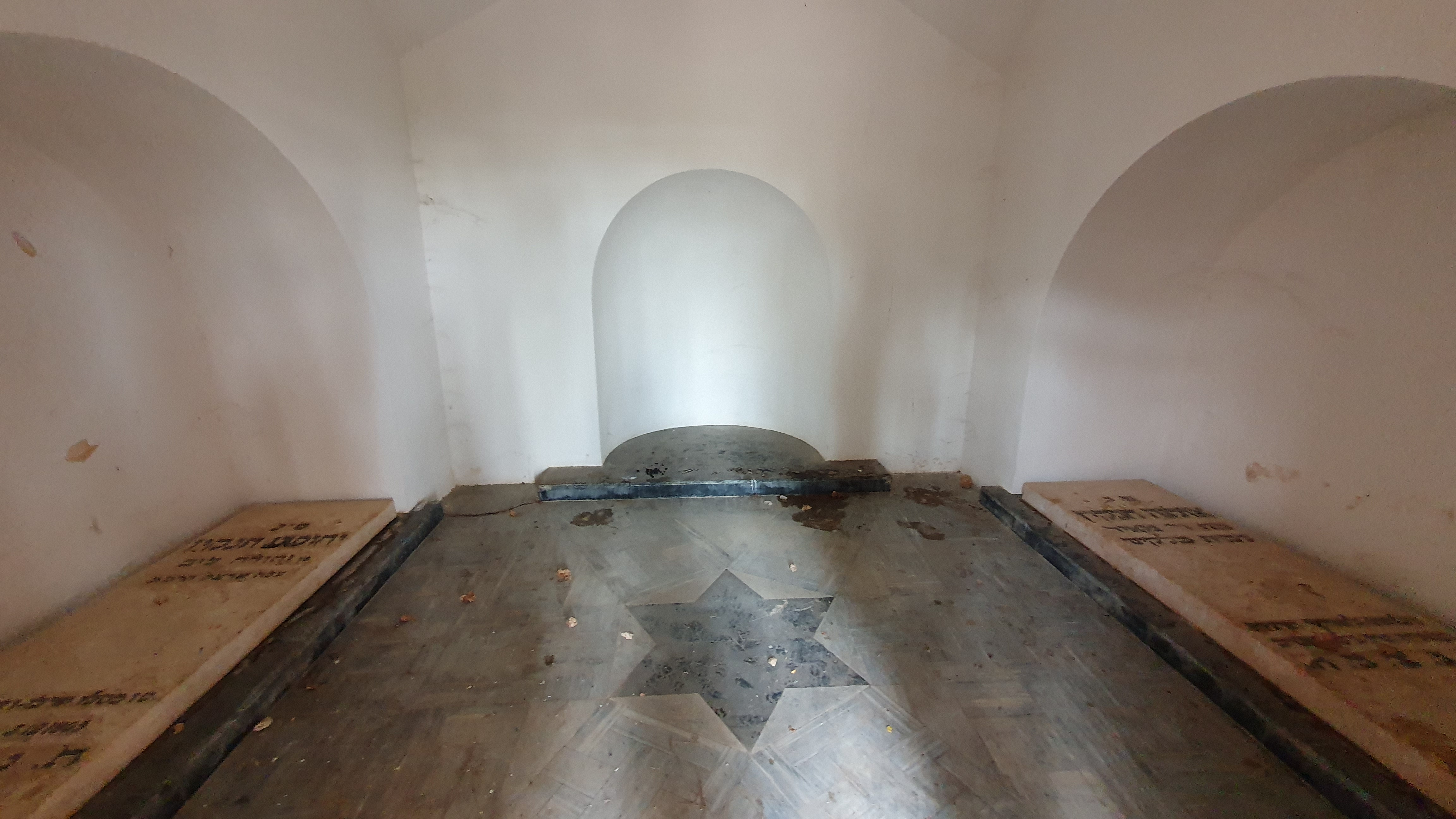
Загальний вид всередині (2025)
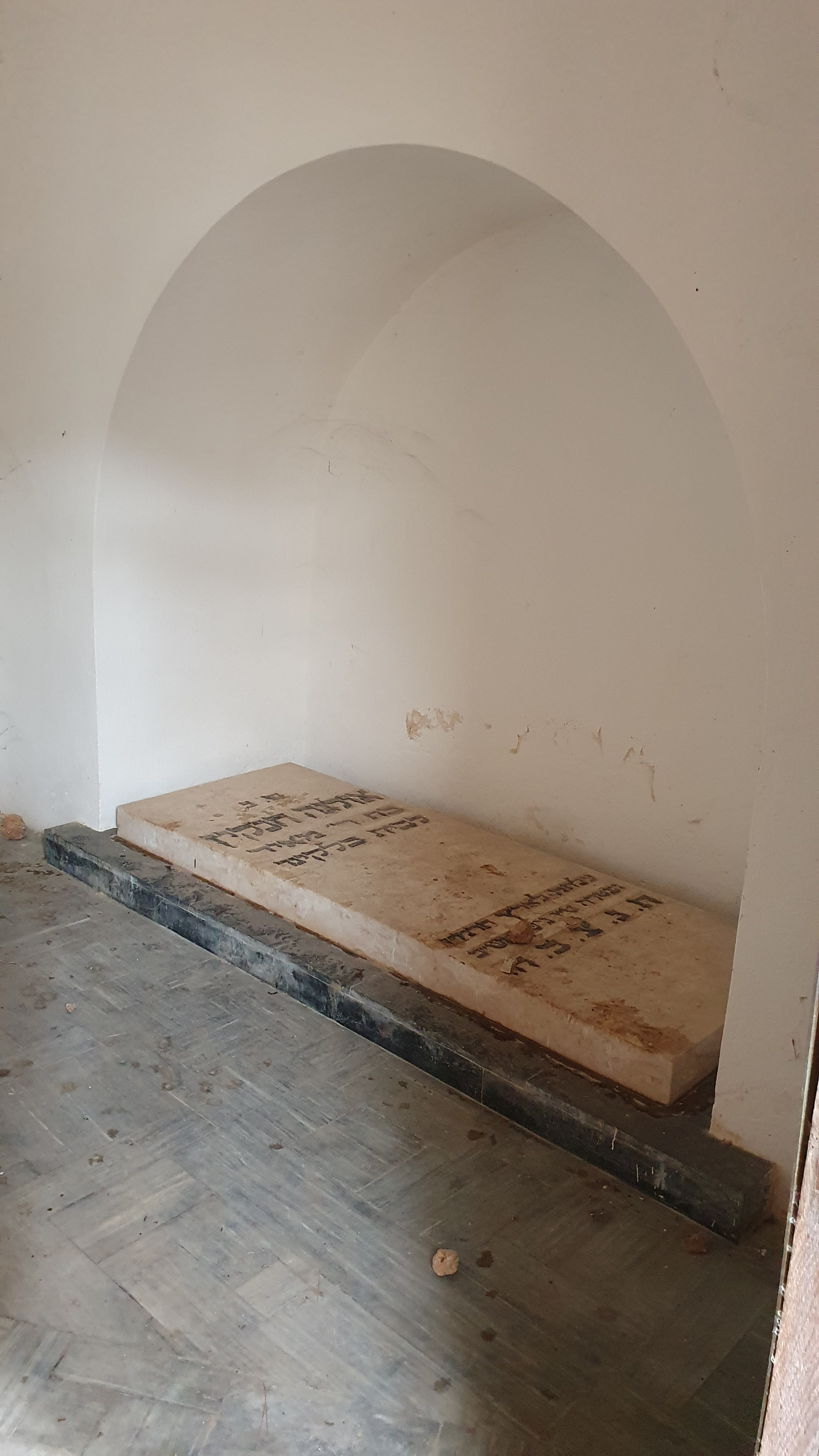
Могила Ольги Ханкін (2025)

## Фемінізм
Ольга Ханкін вважалася сміливою жінкою, яка навіть уночі сама їздила верхи на коні, щоб виконувати роль акушерки для жінок, єврейок чи арабок. Вона вважала, що жінки повинні мати професію — до того, як емігрувати в Ізраїль, вона працювала телеграфісткою на Транссибірській магістралі, щоб заощадити гроші на навчання акушерству. Відомо також, що вона заохочувала молодь зі своєї родини до навчання, особливо молодих жінок.
У недатованому відкритому листі до муніципалітету Тель-Авіва Ольга Ханкін поскаржилася на відсутність жіночих імен серед назв вулиць міста:
«Чому [в назвах вулиць] серед біблійних імен немає жінок, героїнь нації, таких як Девора та інші?.. Сподіваюся, що мої слова знайдуть відгук у серцях членів комітету, і що вони виправлять цю несправедливість, і також запрошуватимуть жінок до участі у комітеті з найменувань»
Станом на 2025 рік в Ізраїлі є п'ять вулиць, названих на честь Єгошуа Ханкіна, і 13 — на честь Ханкіна, але жодна вулиця не носить імені Ольги Ханкін.

## Сіоністська діяльність

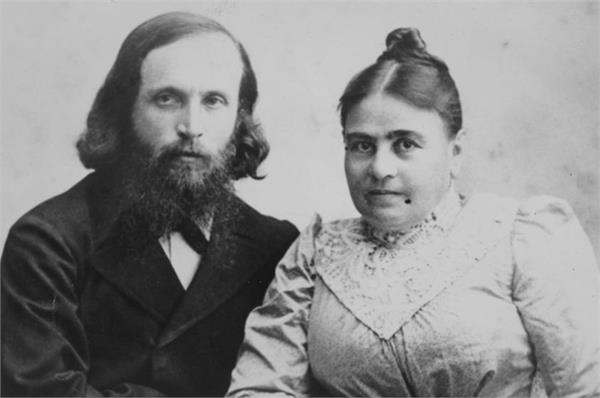
Єгошуа та Ольга Ханкіни (1910)

Ольга Белькінд брала активну участь у сіоністських організаціях, ще живучи в Санкт-Петербурзі. Вона жила там із своїми братом і сестрою — Шимшоном (1865—1937) і Фанією (Фанні Белькінд Файнберг, 1860——1942). Їхній дім служив «місцем зустрічей для революційних студентів, письменників і мислителів, активних у «Ховевей Ціон» [Любителі Сіону], а також притулком для жінок, які народили дітей поза шлюбом». Ольга приєдналася до групи молодих євреїв під впливом націоналістичного пробудження в Європі, у них була зневіра в універсальних і соціалістичних ідеалах, а також можливості колись досягнути рівних прав у Російській імперії. Вони започаткували сіоністський рух, який вони назвали «Білу», основною метою якого було сільськогосподарське заселення землі Ізраїлю. Члени родини Белькіндів, зокрема брат Ольги, Ізраїль Белькінд, і сестра Фанія, були серед засновників. Ольга відвідувала зустрічі «Білу», а також активістів «Гаскали» і «Ховевей Ціон».

## Пам'ять
Ольга Ханкін та її чоловік побудували будинок у Ма'аян-Хароді, коли йому виповнилося 70 років. Ольга Ханкін захворіла і невдовзі померла, а чоловік поховав її у могилі поруч. Сам будинок він вирішив перетворити на музей історії землі та поселень Їзреельської долини.

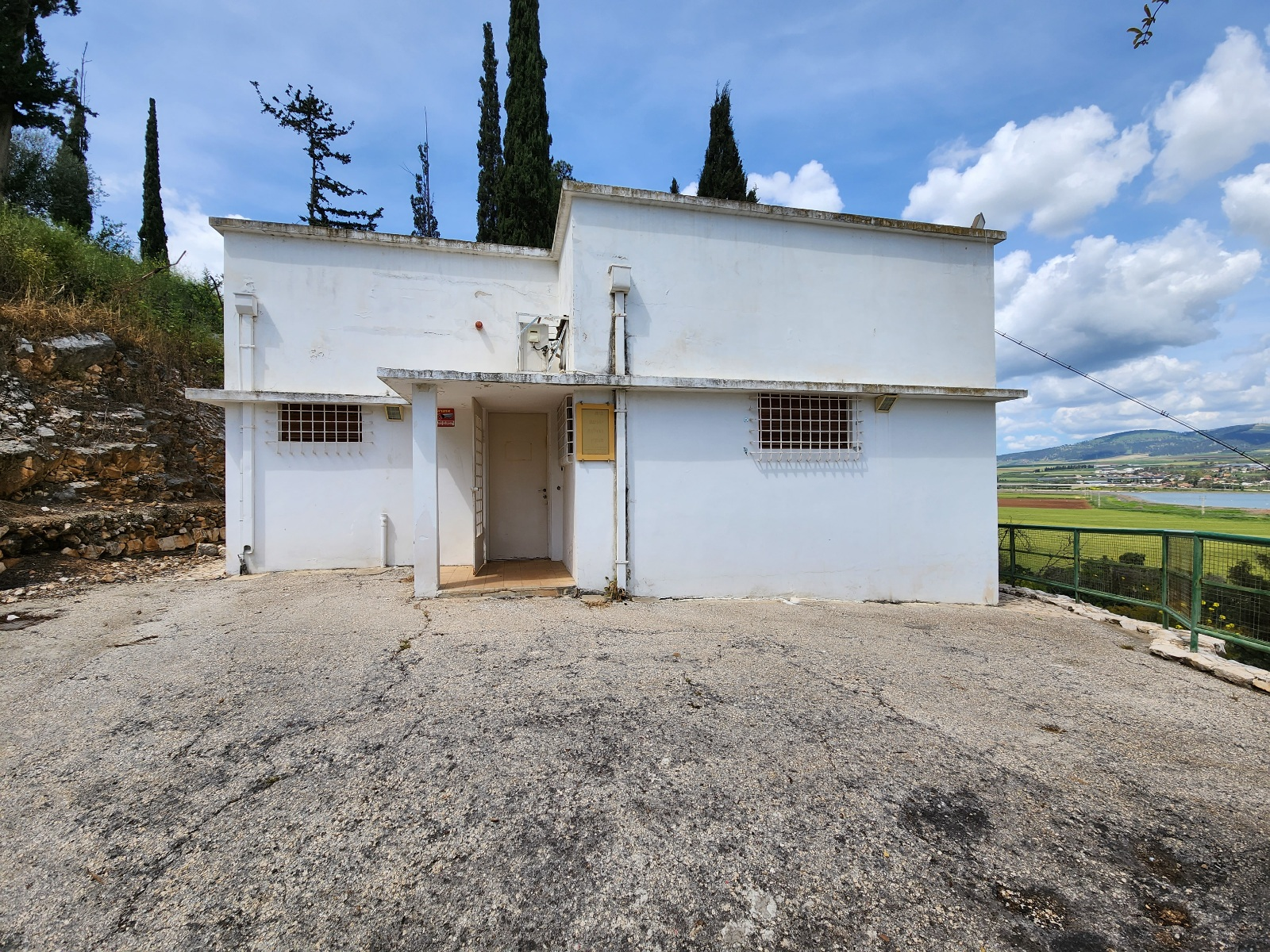
Дім Єгошуа та Ольги Ханкінів (Ма'аян-Харод, 2024)
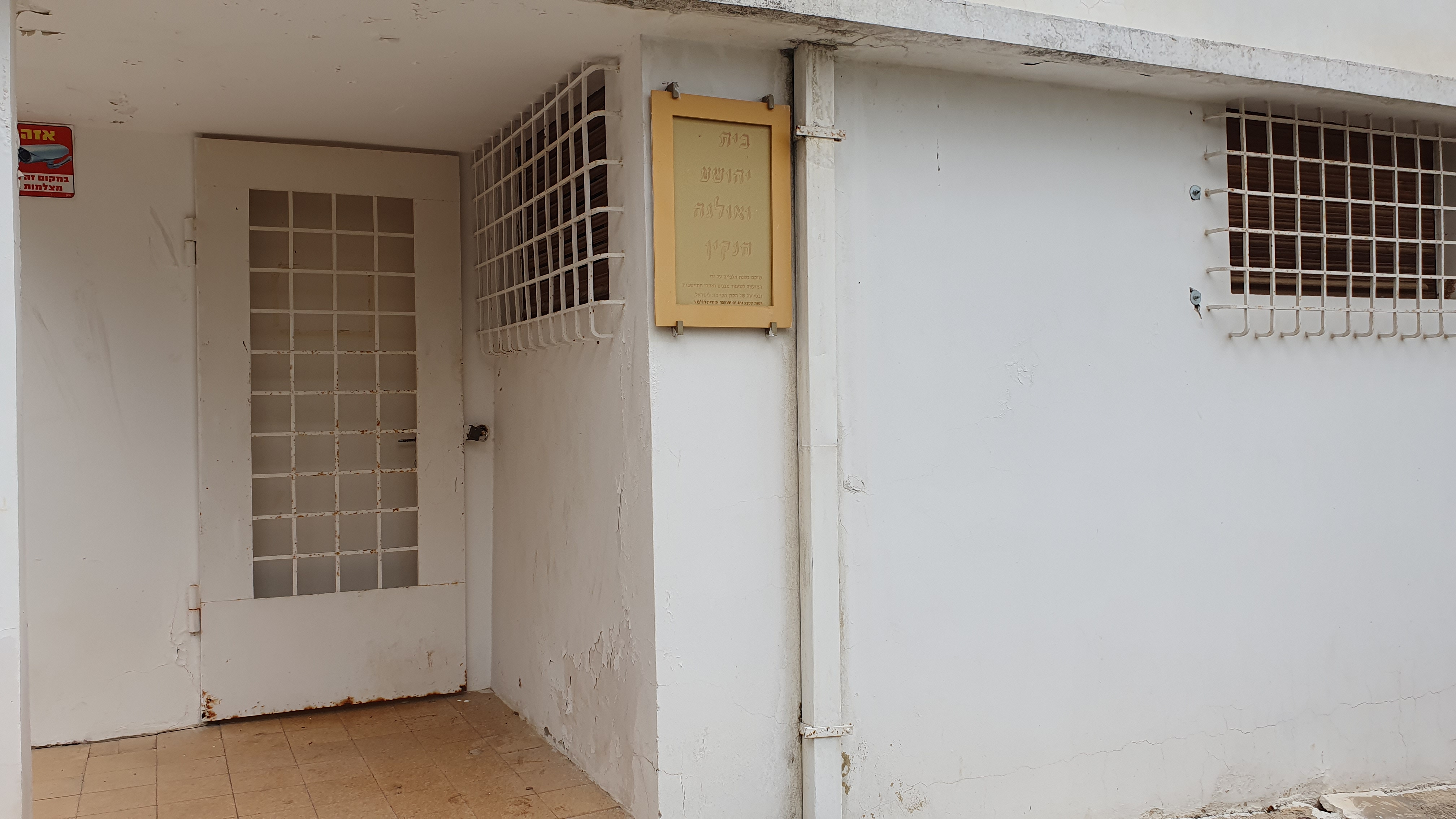
Вхід (2025)
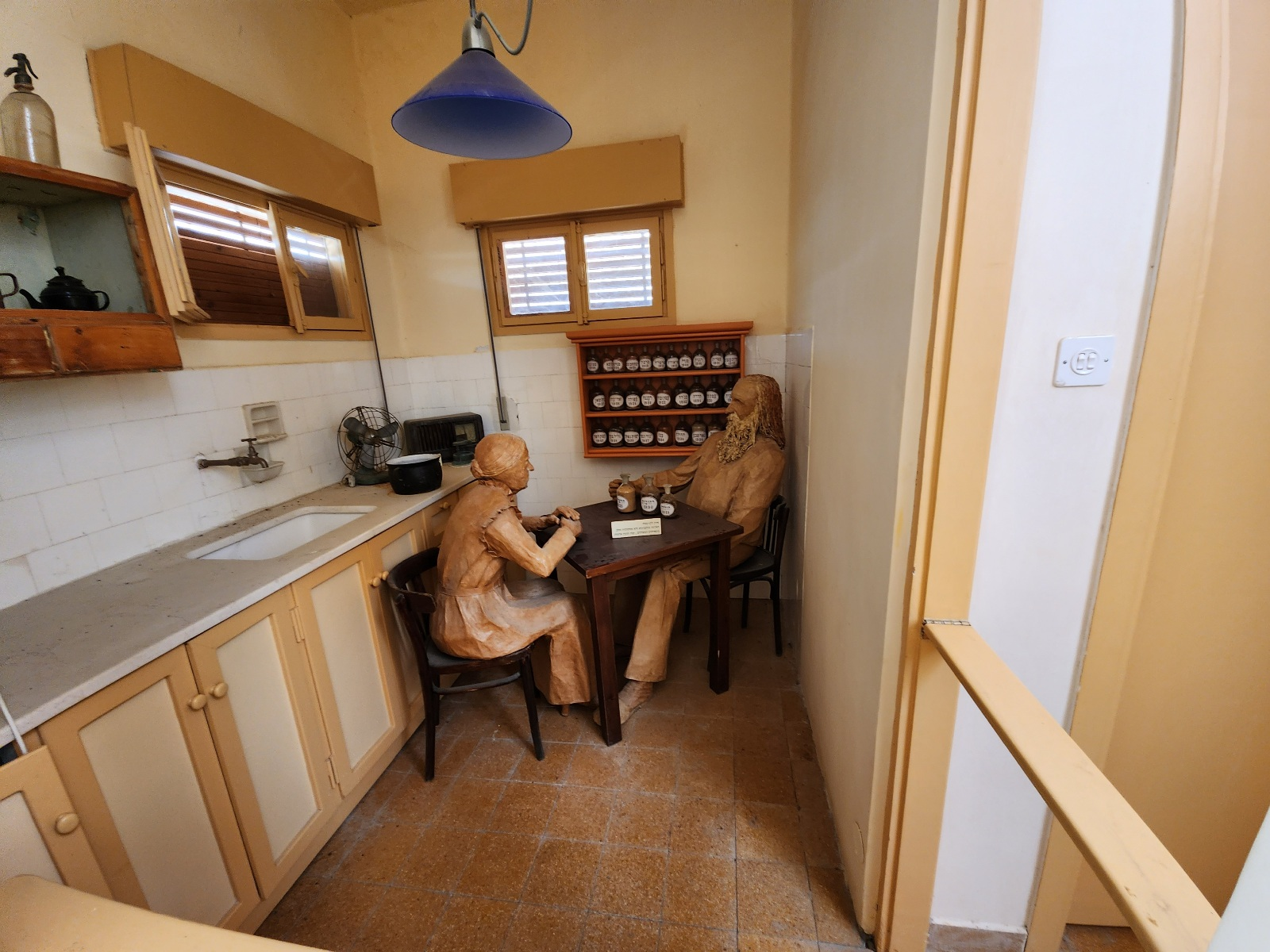
Всередині (2024)
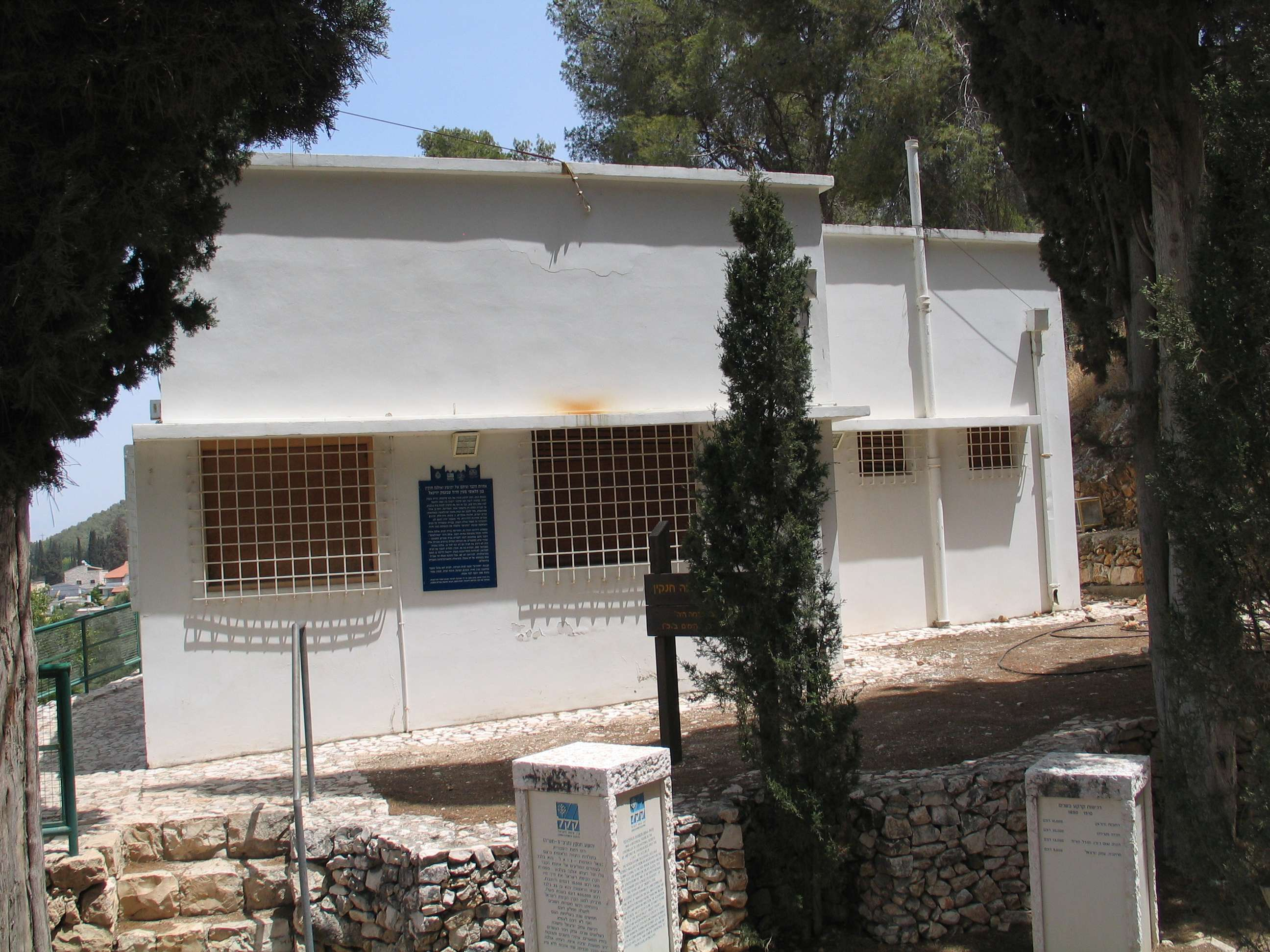
Вид на будинок від могили (2008)

На честь Ольги Ханкін назвали район Хадери — Ґів'ат-Ольґа (Ольгин пагорб). Спочатку це був один будинок на вершині скелі біля затоки Біньямін на узбережжі Середземного моря, який Ханкіни побудували, але так ніколи й не мешкали в ньому. Будівля у стилі Баугауз зведена після арабського повстання 1936—1939 років. Вона виходить на землі прибережної рівнини, придбані Ханкінами в 1920-х і 1930-х роках. Район заснували 1949 року, і станом на 2020 рік тут проживає понад 15 000 жителів.
Історичний будинок, відомий як Бейт Ольги Ханкін (Будинок Ольги Ханкін), був занедбаним до ремонту 2004 року. Однак 2021 року його закрили, оскільки прибережна скеля з куркару, на якій стоїть будівля, є нестабільною.

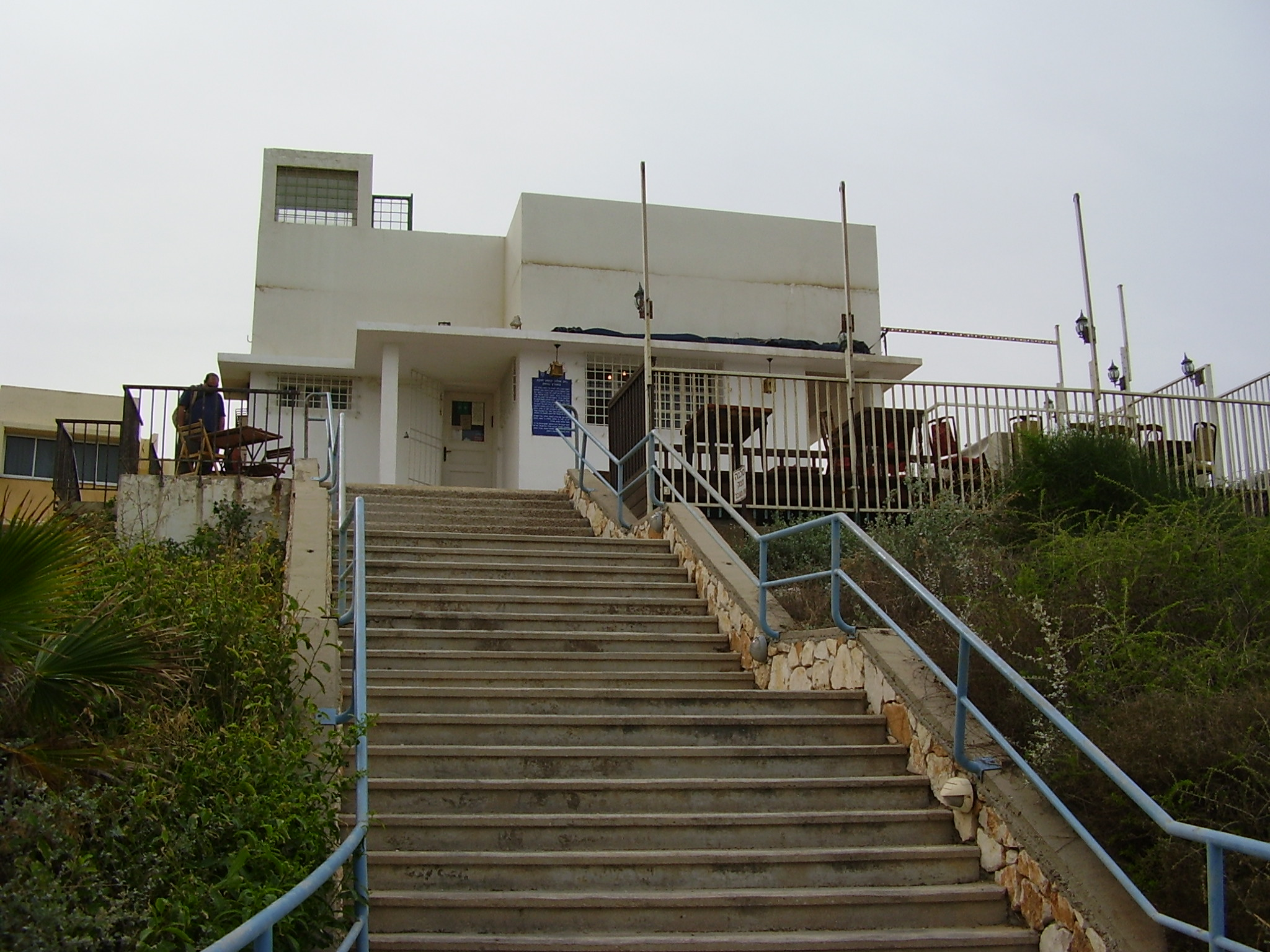
Дім Ольги та Єгошуа Ханкінів (Ґів'ат-Ольґа, 2007)
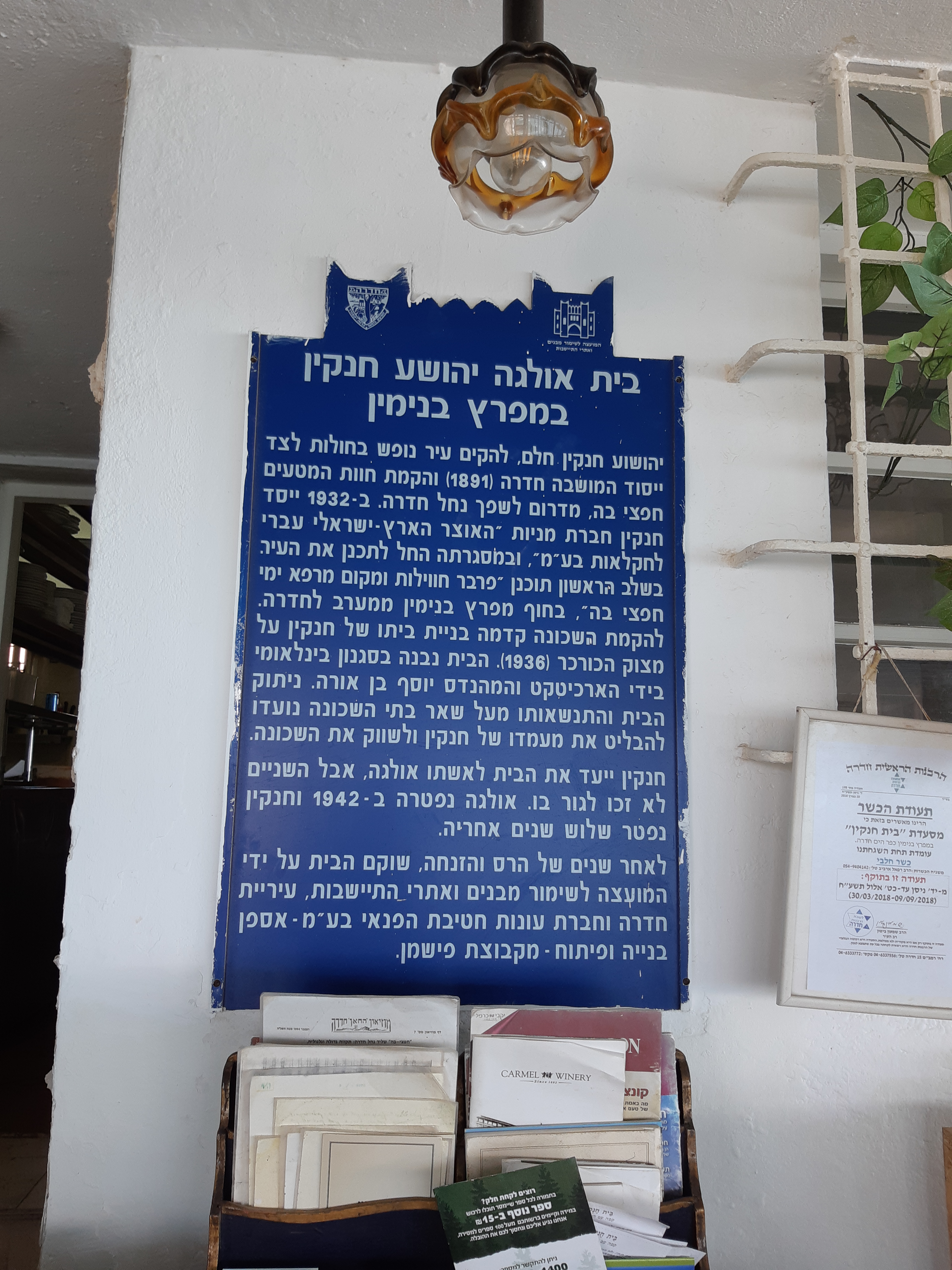
Коротка історія будинку (2018)
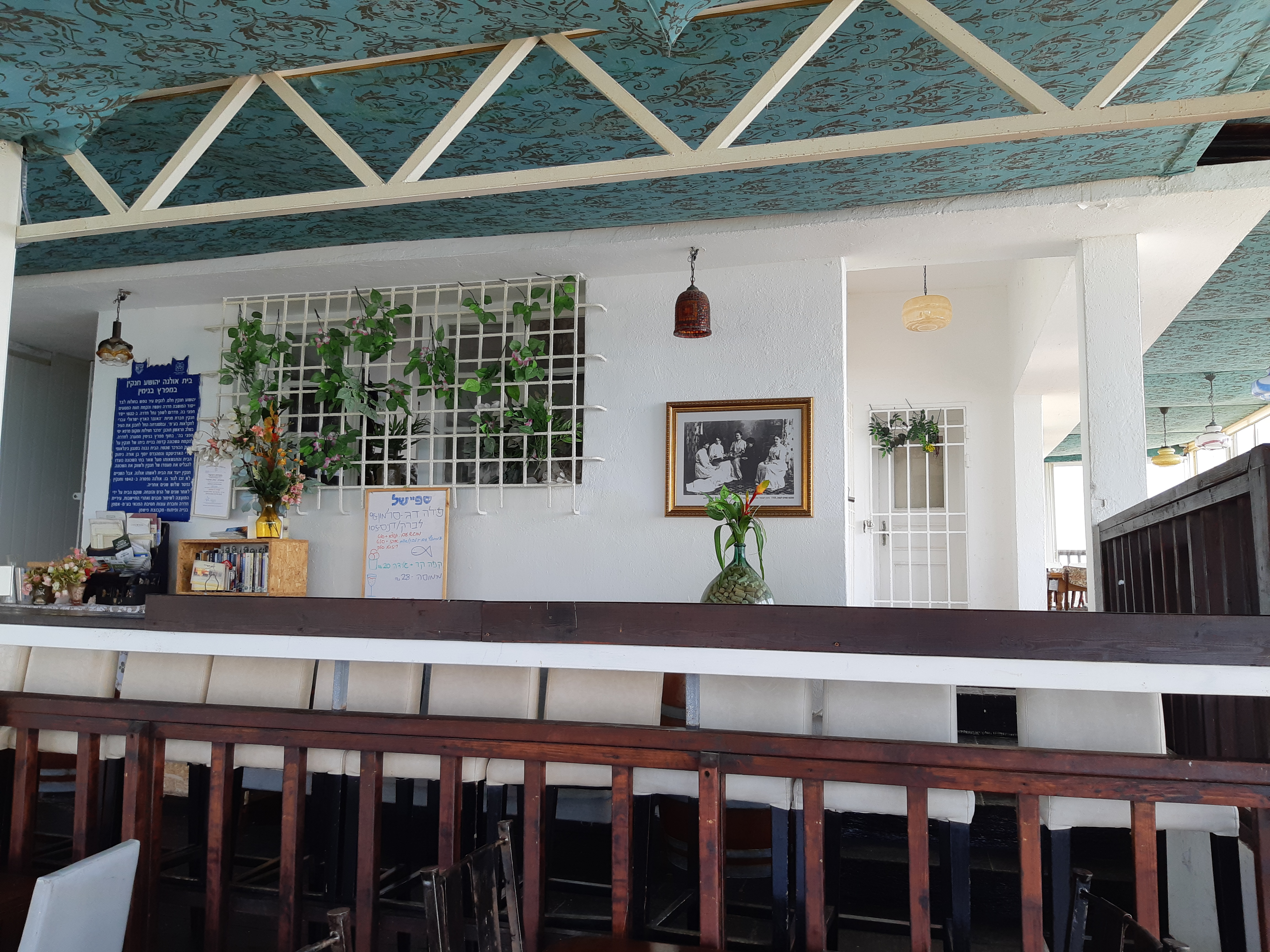
Будинок Ольги Ханкін (2018)
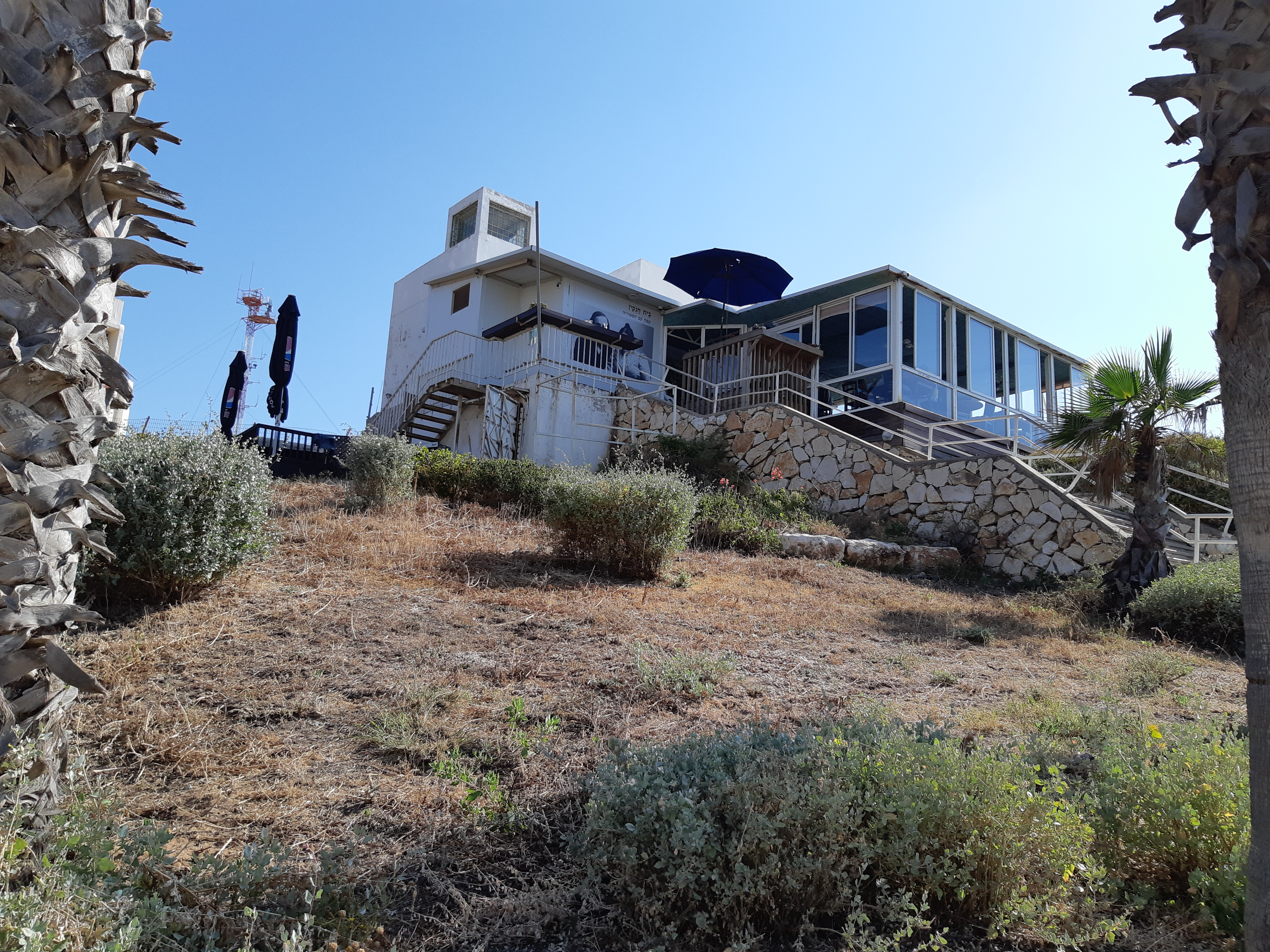
Вид на будинок (2018)

## Виноски
1. ↑  Bibliothèque nationale de France BNF: платформа відкритих даних — 2011.
2. ↑  https://www.nli.org.il/he/newspapers/hbkr/1942/04/03/01/article/63?dliv=none&e=-------he-20--1--img-txIN%7CtxTI--------------1
3. ↑  Olga Belkind-Hankin. www.eilatgordinlevitan.com. Процитовано 6 лютого 2022.
4. 1 2 3 4 5 6 7 8 9 10 11  Irit Amit-Cohen. Olga Belkind-Hankin. Jewish Women's Archive (англ.). Процитовано 29 січня 2025.
5. ↑  івр. משה סמילנסקי, משפחת האדמה, תל אביב: עם עובד, תשי"ג-תשי"ד, עמ' 133
6. 1 2  івр. מתוך: ראיון עם תמר אשל, 2014
7. ↑  івр. סמילנסקי, משפחת האדמה, עמ' 133
8. ↑  івр. רות קולודני-בקי, אם תלכי עמי – סיפורה של אולגה חנקין, תל אביב: הוצאת יד יצחק בן צבי והוצאת עם עובד, 1997
9. 1 2 3  David Smilansky. אולגה חנקין. Процитовано 29 січня 2025.
10. ↑  івр. ישראל בלקינד, בנתיב הביל"ויים – זכרונות ישראל בלקינד, רן אהרונסון (עורך), תל אביב: הוצאת משרד הביטחון, 1983, עמ' 116-118
11. 1 2  Man, Nadav (22 липня 2008). Feinberg family: Back to first days of Zionism – part 3. Ynetnews (англ.). Процитовано 6 лютого 2022.
12. ↑  Aviva and Shmuel Bar-Am. 118 steps to a pioneer's house. www.timesofisrael.com (амер.). Процитовано 6 лютого 2022.
13. ↑  Ma'ayan Harod National Park – Israel Nature and Parks Authority. en.parks.org.il (амер.). Процитовано 6 лютого 2022.
14. ↑  З Тель-Авівського муніципального архіву
15. ↑  רשימת רחובות בישראל - מתעדכן
16. ↑  Architecture of Israel - latest issue. www.aiq.co.il. Процитовано 6 лютого 2022.
17. ↑  בית אולגה חנקין - אל המנוחה ואל הנחלה - ישראל. מסע אחר (he-IL) . Процитовано 6 лютого 2022.
18. ↑  כואב הלב: בית חנקין, אחד מסמלי העיר חדרה נסגר באופן מיידי. mynethadera (івр.). 11 серпня 2021. Процитовано 6 лютого 2022.